# Alessandro Aimar
Alessandro Aimar (ur. 5 maja 1967 w Mediolanie) – włoski lekkoatleta specjalizujący się w biegach sprinterskich, dwukrotny uczestnik letnich igrzysk olimpijskich (Barcelona 1992, Atlanta 1996).

## Sukcesy sportowe
| Rok  | Miasto    | Zawody                     | Konkurencja                      | Wynik                    |
| ---- | --------- | -------------------------- | -------------------------------- | ------------------------ |
| 1991 | Sewilla   | Halowe mistrzostwa świata  | sztafeta 4 × 400 m               | brązowy medal            |
| 1991 | Ateny     | Igrzyska śródziemnomorskie | sztafeta 4 × 400 m               | złoty medal              |
| 1992 | Barcelona | Igrzyska olimpijskie       | sztafeta 4 × 400 m               | 6. miejsce               |
| 1993 | Narbona   | Igrzyska śródziemnomorskie | sztafeta 4 × 400 m bieg na 400 m | brązowy medal 8. miejsce |
| 1994 | Helsinki  | Mistrzostwa Europy         | sztafeta 4 × 400 m               | 4. miejsce               |

## Rekordy życiowe
| konkurencja        | na stadionie                  | w hali                    |
| ------------------ | ----------------------------- | ------------------------- |
| bieg na 400 metrów | 45,76 – Sestriere, 28/07/1993 | 47,38 – Paryż, 12/03/1994 |